# مراسم یادبود مایکل جکسون
مراسم یادبود مایکل جکسون؛ مراسمی بود که برای بزرگداشت مایکل جکسون، هنرمند و فعال حقوق بشر در ۷ ژوئیه ۲۰۰۹ (‎۱۶ تیر ۱۳۸۸) و ۱۲ روز پس از مرگ ناگهانی و مشکوک وی در سالن استیپلز سنتر در لس‌آنجلس برگزار شد. استیپلز سنتر مکانی بود که مایکل برای برگزاری کنسرت‌های دیس ایز ایت، ۳ ماه در آن تمرین می‌کرده است.

## شرح مراسم

تصویر جلد کتابچه‌هایی که میان تماشاچیان توزیع می‌شد.

این مراسم در ساعت ۱۰:۳۳ به وقت محلی با ۳۰ دقیقه تأخیر آغاز شد. پیش از آغاز مراسم، طرفداران مایکل جکسون مشغول یادگاری نوشتن روی یک دیوار بزرگ بودند. در لحظهٔ آغاز برادران مایکل جکسون در حالی که تابوت مایکل جکسون را حمل می‌کردند، وارد سالن شدند. روی صندلی تمامی تماشاچیان یک کتابچه‌ای روی تمامی صندلی‌ها چیده شده بود. سپس کشیش لوشیز اسمیت اولین سخنرانی را ایراد کرد. او در میان سخنان خود گفت:
من افتخار دارم که خانوادهٔ جکسون را دوستان خود بنامم. برای مردم دنیا مایکل، یک بت، یک قهرمان و حتی یک سلطان بود. امّا برای ما او ابتدا یک برادر، یک پسر، یک پدر و یک دوست بود. ما با بزرگداشتش، او را به یاد می‌آوریم. قلب‌های ما سنگین است زیرا او خیلی زود از میان ما رفت اما تا وقتی او را به‌یادآوریم، او در حقیقت نرفته‌است و همواره اینجا با ما خواهد بود. در قلب زیبا و انسانی‌اش، او چیزی بیش از دادن عشق و استعدادش به دنیا نمی خواست و در عوض می‌خواست که دوست داشته‌شود. او از طریق کارها و آهنگ‌هایش سعی کرد دنیای ما را شفا دهد. باشد که این بزرگداشت برای خانوادهٔ وی آرامش بیاورد.
بعد از این سخنرانی، ماریا کری و تری لورنتس ترانهٔ «آنجا خواهم بود» از گروه «جکسون ۵» را اجرا کردند. سپس کویین لطیفه، بازیگر سیاه‌پوست آمریکایی برای سخنرانی دوم به روی سن آمد و اظهار داشت که مایکل جکسون باعث شد که او بداند دنیایی دیگر نیز وجود دارد. پس از پایان سخنرانی، لیونل ریچی، یکی از ترانه‌های قدیمی خود به نام «عیسی عشق است» را اجرا کرد. سپس بری گوردی، مؤسس شرکت موتاون رکوردز روی صحنه آمد و از نبوغ مایکل جکسون سخن گفت:

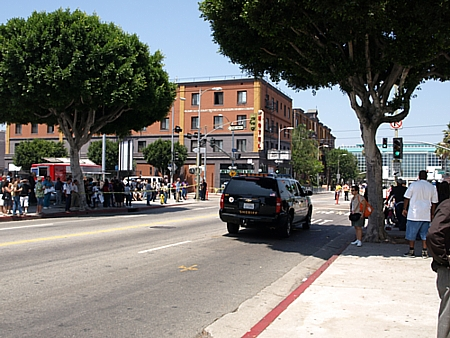
تعدادی از تماشاچیان علاقه‌مند که در بیرون از ساختمان استیپلز سنتر تجمع کرده‌اند.

وقتی او رقص نمادین مون‌واک را انجام داد، من شوکه شدم. آن رقص جادو بود. مایکل جکسون به مدار فلکی رفت و هرگز پایین نیامد. زندگی مایکل، گرچه خیلی زود تمام شد، اما زیبا بود. لقب سلطان پاپ برای مایکل کافی نیست. او را باید بزرگ‌ترین صحنه گردان و سرگرم‌کنندهٔ تاریخ بنامیم.

استیوی واندر، خوانندهٔ سیاه‌پوست و نابینای آمریکایی نیز آهنگ «هرگز فکر نمی‌کردم این تابستان ترکمان کنی» را به مایکل تقدیم کرد. بعد از اجرای این آهنگ کوبی برایانت و مجیک جانسون، بسکتبالیست‌های معروف آمریکایی سخنرانی کردند و از مایکل برای اینکه «درهای بسیاری را برای آمریکایی‌های آفریقایی‌تبار باز کرد» قدردانی کردند. کوبی برایانت گفت: 
ما میدانیم هیچ کس به اندازهٔ مایکل بر روی صحنه فعالیت نکرده است. اما مایکل یک انسان واقعی بود که وقتی روی صحنه نبود به همان اندازه که روی صحنه انجام میداد، به مردم خدمت میکرد. مایکل به محرومان اهمیت میداد. اسم او به عنوان نیکوکارترین هنرمند در کتاب رکوردهای جهانی گینس ثبت شده‌است.
مجیک جانسون که در اوایل دهه ۹۰ در ویدئوی ترانهٔ «زمان رو به یاد بیار» از آلبوم خطرناک مایکل حضور یافته بود گفت که اولین بار سی سال پیش از طریق جکی جکسون، برادر مایکل با خانوادهی جکسون آشنا شده و پس از همراه شدن با آن‌ها در تور شان، تحت تأثیر شگفتی‌های مایکل، او نیز تلاش کرده تا بکستبالیست بهتری شود. او در تعریف خاطره‌ای گفت که چگونه با نشستن روی زمین و خوردن مرغ سوخاری به او و مایکل خوش گذشته بود.
سپس جنیفر هادسون ترانهٔ «آیا آنجا خواهی بود» را اجرا کرد و در پایان آهنگ گفت" : «دوستت داریم مایکل»

بعد از این اجرا، ال شارپتون، فعال مدنی و سیاستمدار اهل ایالات متحده، سخنرانی تأثیرگذاری را ایراد کرد. او گفت: 
خانوادهٔ جکسون از یک طبقهٔ کارگر در شهر گری برخاستند و چیزی نداشتند جز یک آرزو. و هیچ کس فکر نمیکرد که آن‌ها روزی به آرزویشان برسند. اما آن‌ها باور داشتند. مایکل اجازه نداد که سرکوب شود. او هیچ وقت دست از رویاهایش نکشید. و این همان رؤیا بود که تمام دنیا را تغییر داد و چون مایکل زیر بار محدودیت‌ها و موانع نرفت، توانست تمام دنیا را با هم متحد کند. این مایکل جکسون بود که به ما گفت ما دنیاییم. هربار که به زمینش زدند، دوباره بلند شد و هیچ وقت باز نایستاد. ما از خانوادهٔ جکسون به خاطر اینکه مایکل را به ما دادند متشکریم. او برای آن بخش از جامعه که حس میکرد جدا افتاده است، فضایی آرامش بخش خلق کرد و آن‌ها با موسیقی‌اش پیوند خوردند. آن بچه‌هایی که از نوجوانی طرفدار مایکل بودند، در میان سالی‌شان توانستند به راحتی به فردی رنگین پوست رای بدهند تا رئیس جمهور ایالات متحده آمریکا شود. مایکل چنین کاری کرد. مایکل جکسون به ما یاد داد یکدیگر را دوست بداریم و در کنار هم بایستیم.

آل شارپتون سپس به فرزندان مایکل نگاه کرد و خطاب به آنان گفت: 
هیچ چیز عجیبی در مورد پدر شما وجود نداشت. آن چیزهایی که او مجبور بود با آن‌ها دست و پنجه نرم کند، عجیب بودند.
این سخن شارپتون با تشویق ایستاده‌ای که مدام بلندتر میشد، از جانب حضار و خانوادهٔ مایکل و همینطور سه فرزندش روبرو گشت. او همچنین خطاب به طرفداران مایکل گفت که به جای تمرکز بر روی جنجالهای پیرامون او، ذهنشان را بر روی مسیری که در طول زندگیش پیمود معطوف سازند.
جان میر نیز آهنگ طبیعت بشر را با گیتار برقی اجرا کرد. بروک شیلدز، بازیگر ۴۴ ساله نیز سخنرانی تأثیرگذاری ایراد کرد و گفت:
شاید از دید دنیا من و مایکل به هم نمی‌خوردیم اما برای ما، رابطه‌مان عادی‌ترین و ساده‌ترین نوع دوستی بود. من ۱۳ ساله بودم که او را دیدم. مایکل همیشه میدانست که می‌تواند روی من حساب کند که از او حمایت کنم یا با او بیرون بروم. بین ما یک اتصال قوی وجود داشت. شاید به خاطر اینکه از بچگی پا به دنیای شهرت گذاشتیم. من همیشه او را دست می‌انداختم. به او می‌گفتم «من وقتی ۱۱ ماهه بودم شروع کردم. تو از زیر کار در رو هستی. تو از ۵ سالگی شروع کردی.» هر دوی ما مجبور بودیم خیلی زود بزرگ شویم. ما وقتی با هم بودیم، مثل دو تا بچه بودیم که خوش می‌گذراندیم. مایکل عاشق خندیدن بود. ما با هم مسابقه می‌دادیم که ببینیم کدام یک می‌توانیم بیشتر بخندیم. خندهٔ او شیرین‌ترین و خالص‌ترین خندهٔ دنیا بود. دیدن خندهٔ او این حس را میداد که همه چیز خوب خواهد بود.

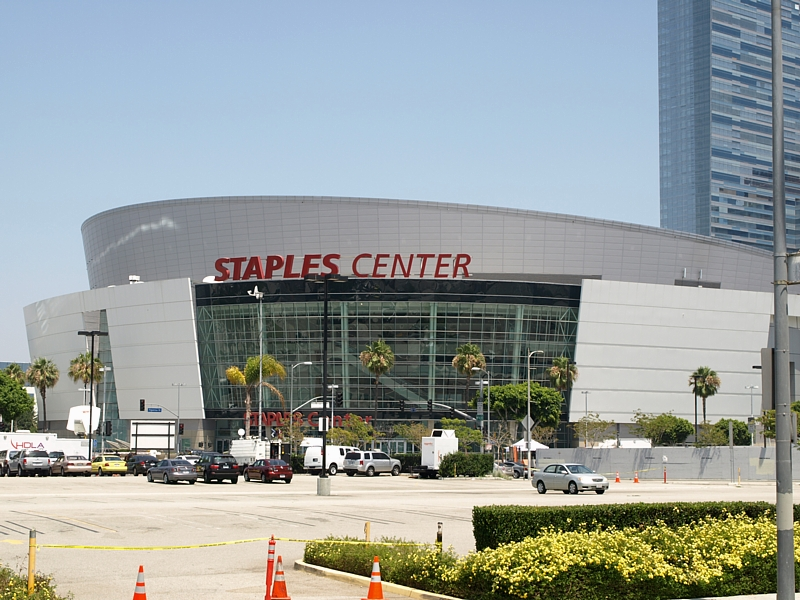
مراسم یادبود در ساختمان استیپلز سنتر برگزار شد. یک روز قبل از مرگ، او در این ساختمان تمرین کرده بود.

او با یادآوری لحظات ناموفقی که مایکل سعی کرده بود رقص مون‌واک را یادش بدهد ادامه داد: 
برای دنیا او یک بت است اما برای مردمی که به قدر کافی خوش شانس بودند تا او را از نزدیک بشناسند، او مهربان، با مزه، صادق، پاک، پرانرژی و عاشق زندگی بود. او بسیار به خانوداه و طرفدارانش اهمیت میداد. دنیا او را سلطان میداند اما او بیشتر مرا یاد شازده کوچولو می‌اندازد. مایکل همه چیز را با قلبش دید. آهنگ مورد علاقهٔ مایکل هیچ‌کدام از این شاهکارهای بیشماری که خودش خلق کرد نیست. آهنگ مورد علاقهٔ او آهنگی است که چارلی چاپلین برای فیلم عصر جدید نوشت، با نام لبخند. در جایی از این آهنگ می‌گوید لبخند بزن، اگرچه قلبت پر از درد است. امروز اگرچه دلهای ما پر از غم است، اما باید به بالا نگاه کنیم، جایی که مایکل بدون شک در آنجا نشسته است و باید لبخند بزنیم.
پس از این نوبت به برادر مایکل جکسون، جرمین جکسون رسید. او ترانهٔ «لبخند» را اجرا کرد و در پایان گل قرمزی را روی تابوت مایکل پرتاب کرد. سپس دختر و پسر دکتر مارتین لوتر کینگ، رهبر جنبش حقوق مدنی آمریکایی‌های آفریقایی‌تبار، برنیس و مارتین لوتر کینگ سوم بر روی صحنه آمدند.
جمله‌ای که پدرم همیشه میگفت این بود که هر انسانی در زندگی باید بفهمد که برای چه آمده‌است. وقتی کاری می‌کند، باید به بهترین نحو انجامش دهد، به‌طوری‌که هیچ یک از زندگان، مردگان و متولد نشدگان نتواند آن کار را بهتر از او انجام دهد. اگر نمی‌توانید درخت صنوبری بر بالای یک تپه باشید، بوتهٔ توتی در دره باشید. اما بهترین بوتهٔ دره باشید. اگر نمی‌توانید یک بزرگراه باشید، یک جاده باشید. بهترین جاده. اگر نمی‌توانید خورشید باشید، یک ستاره باشید. مقدار یا اندازه معیار پیروزی یا شکست نیست. شما تنها باید بهترینِ آن چیزی باشید که هستید. و مایکل جکسون بهترین آن چیزی بود که می‌توانست باشد. هر یک از ما با هدیه‌ها و استعدادهای الهی متولد میشویم. دنیا به انتظار دریافت برکت حاصل از بهترین کار ما می‌نشیند. در روز ۲۵ ژوئن ۲۰۰۹، بهشت و زمین ایستاد تا بگوید که او یک صحنه گردان برجسته بود و کارش را خوب انجام داد.

برنیس کینگ نیز گفت: 
زندگی و حرفهٔ مایکل تحت تأثیر خدا بود. عدهٔ کمی از مردم دنیا انتخاب می‌شوند تا هر آنچه که خدا به آن‌ها داده است را برای متحد کردن انسان‌ها به کار ببرند و مایکل یکی از آن افراد بود. مشکلات، مایکل را از اهمیت دادن به انسانیت غافل نکرد. وقتی مادر من در سال ۲۰۰۵ بیمار بود، مایکل به او زنگ میزد و میگفت که هر شب زانو میزند و برای او دعا میکند. ای کاش مایکل آنجا بود و لبخند مادرم را در حالیکه بسیار بیمار بود میدید. مایکل یک نور درخشان بود. او عاری از نفس‌پرستی بود. باشد که همهٔ ما برویم و نوری درخشان از ما باقی بماند.
سپس شیلا جکسون-لی، قاضی و از نمایندگان کنگرهٔ آمریکا وارد صحنه شد و گفت:
ما قانون اساسی را می دانیم. بر طبق قانون افراد بیگناه اند مگر خلاف آن ثبات شود.

این سخن او با تشویق حضار روبرو شد. وی ادامه داد: 
بسیاری از مردم قلب هنرمندان را نمی‌شناسند. مایکل برای شفای دنیا آواز خواند. او به ما گفت که علیه خشونت مبارزه کنیم و برای تغییر دادن هر چیزی، به زن یا مرد درون آینه نگاه کنیم و تغییر را از آنجا آغاز نماییم. او به کنگره آمد. او به دفتر من آمد و به صحبت‌های اعضای کنگره گوش داد و اعضای کنگره به او گوش دادند. او در مورد ضرورت حفاظت مردم در برابر ایدز سخن گفت. او در بحبوحهٔ جنگ عراق به بیمارستان سربازان رفت و از آن‌ها که خود را قربانی می‌کنند قدردانی کرد. او کسی بود که درک کرد خدا هدایت‌کنندهٔ ماست. و شما باید داستان او را بدانید. داستانی که هیچ جا گفته نشده است. مایکل جکسون کسی بود که اگر دچار سوختگی شد، یک مرکز درمانی برای سوختگی تأسیس کرد. اگر در بیمارستانی به تختی نیاز بود، او آن تخت را فراهم کرد. اگر برای کشورهای در حال توسعه، به پول نیاز بود، او آن پول را اهدا کرد. او به یتیم خانه‌ها رفت. او هیچ وقت از بخشیدن و دادن، دست نکشید. و او زندگی‌هایی را که میتوانستند بازسازی شوند، تحت تأثیر قرار داد زیرا سلطان، سلطان، بله سلطان، ایستاد و گفت که به آن‌ها اهمیت می‌دهد. به خاطر همین در روز ۲۵ ژوئن ۲۰۰۹، کنگرهٔ آمریکا ایستاد، ایستاد، ایستاد و یک لحظه برای این اسطوره و بت شگفت انگیز سکوت کرد. آمریکا به خاطر مایکل از شما (خانواده جکسون) تشکر میکند.

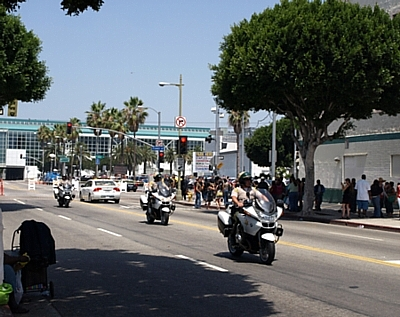
پلیس شهرستان لس‌آنجلس به وسیله موتورسیکلت در حال گشت‌زنی دقیق در اطراف محل مراسم هستند.

او در پایان نشان افتخاری به مایکل جکسون تقدیم کرد تا مایکل جکسون 
به عنوان یک اسطورهٔ آمریکایی و یک بت موسیقی و یک بشر دوست، تا ابد، تا ابد، تا ابد و تا ابد یاد آورده شود.
شیلا جکسون لی با یک سلام نظامی صحنه را ترک کرد و آشر روی صحنه آمد تا آهنگ خیلی زود رفت را اجرا کند. او سپس کنار تابوت مایکل آمد و گریه کرد. پس از این اجرا ترانهٔ چه کسی تو را دوست دارد (به انگلیسی: Who's Lovin' You) از تلویزیون بزرگ سالن نمایش داده شد و بعد از آن اسموکی رابینسون روی صحنه آمد و گفت:
این آهنگ را من نوشتم و فکر کردم توانسته‌ام آن را بخوانم. چند سال بعد مایکل این آهنگ را خواند. اما من باور نکردم که یک پسر ۱۰ ساله آن را خوانده باشد. گفتم چطور ممکن است توانسته باشد حس این آهنگ را درک کند. او چطور می‌تواند این احساس را بشناسد. نمی‌توانستم باور کنم کسی در آن سن کم آن همه دانش و احساس داشته باشد. زیرا باید حس آهنگ را بداند تا بتواند آن را بخواند. من هرگز فکر نمی‌کردم امشب اینجا باشم. او برادر کوچک من است و من هیچ وقت فکر نمی‌کردم رفتنش را ببینم. اما او نرفته‌است. او برای همیشه و همیشه و همیشه زنده می‌ماند. او تأثیر عظیمی روی ما و دنیا گذاشت. من هر وقت این آهنگ را در کنسرت‌هایم میخوانم، بچه‌ها نزد من می‌آیند و می‌گویند تو آهنگ مایکل جکسون را خواندی درست است؟ من در زندگی برکات زیادی داشتم. یکی از بزرگترین برکات زندگی من آشنایی با خانواده جکسون و زندگی کردن در عصر بزرگ‌ترین صحنه گردان تاریخ است. ما پس از این زندگی، زندگی دیگری داریم. مایکل دو بار تا ابد زنده می‌ماند. هم در آن دنیا و هم در این دنیا، زیرا تا ابد دنیا او را به خاطر خواهد آورد.
شاهین جعفرقلی، پسر ۱۳ سالهٔ ایرانی الاصل این آهنگ را اجرا کرد و سپس از مایکل تشکر کرد. بعد از آن کنی اورتگا، کارگردان کنسرت‌های این است به روی صحنه آمد و گفت: 
ما با مایکل همین جا بودیم و با هم تمرین کردیم. و ما یک خانواده بویم و اینجا خانهٔ ما بود. بنابراین وقتی خواستیم یادبودی را برای او برپا کنیم، دانستیم باید در همین محل این کار را انجام دهیم.
اورتگا در انتها از همه خواست که ترانه‌های ما دنیاییم و دنیا را نجات بده را همان‌طور که مایکل دوست داشت اجرا کنند.

در پایان تمام خانوادهٔ جکسون به همراه فرزندانش به روی صحنه آمدند. مارلون جکسون برادر مایکل از خاطراتشان گفت: 
روزی مردی را با لباس مبدل در حال خرید تعداد زیادی صفحه موسیقی دیدم. نزدیک رفتم و به او گفتم مایکل تو اینجا چه میکنی؟ مایکل برگشت و گفت مارلون از کجا دانستی من هستم؟ به او گفتم تو برادر من هستی. تو را در هر حالی میشناسم. حتی وقتی لباس مبدل بپوشی. من راه رفتن و حرکات تو را میشناسم. و کفش‌هایش هم او را لو می‌دادند. او همیشه هر جا که میرفت همان کفشها را می‌پوشید. و فکر میکنم این شیوهٔ او بود برای نشان دادن چیزی که ما قدرش را نمی‌دانستیم. ما هرگز نمی‌فهمیم او چه چیزهایی را تحمل کرد. اینکه نمی‌توانست جایی برود بدون آنکه عدهٔ زیادی تعقیبش کنند. مورد قضاوت قرار گرفت. به سخره گرفته شد. یک نفر چقدر می‌تواند تاب بیاورد؟ مایکل، شاید اکنون دیگر راحتت بگذارند.
مارلون از شدت ناراحتی و بغض نتوانست ادامه بدهد. سپس در صحنه‌ای تأثیرگذار، پاریس کاترین جکسون، دختر مایکل جکسون در حالی که اشک می‌ریخت گفت:
از وقتی به دنیا آمدم، بابا بهترین پدری بود که میشد تصورش را کرد.
در انتهای مراسم برادران، تابوت مایکل را با آهنگ مردی در آینه بدرقه کردند. نوری بر روی میکروفونی که کسی پشتش نبود، به نشانهٔ احترام به مایکل صحنه را روشن کرد و کشیش لوشیز اسمیت به صحنه بازگشت تا دعای آخر را بخواند. در حالیکه تصویر بزرگی از مایکل بر روی تلویزیون نمایش داده میشد، گفت که هرگز مایکل جکسون دیگری نخواهد بود.
موسیقی او ملیت‌ها و نژادهای مختلف را گرد هم آورد. و از این به بعد دیگر بر عهده ی ماست که به زن یا مرد درون آینه نگاه کنیم و چیزی را تغییر دهیم. به تفاوت‌های یکدیگر احترام بگذاریم و اجاز بدهیم آن تغییر شروع شود.

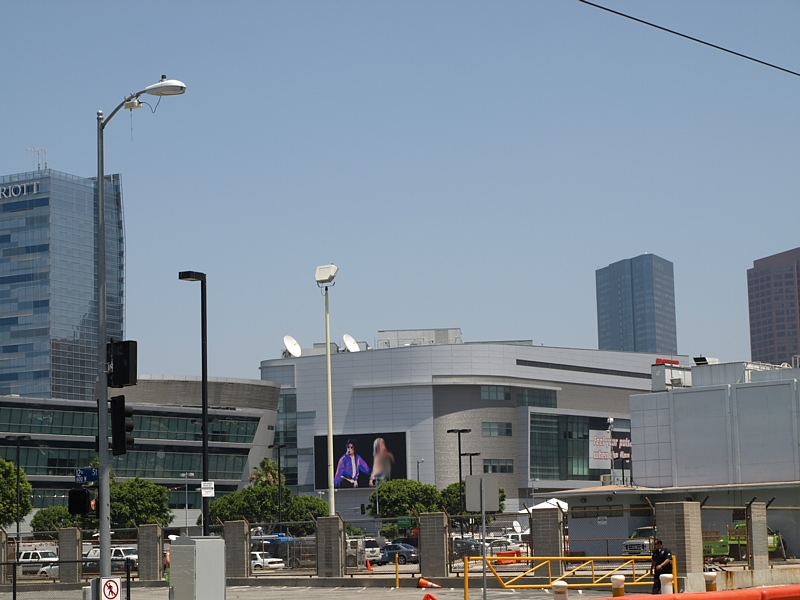
نمای بیرون ساختمان استیپلز سنتر در خلال برگزاری مراسم

او خواست که هر فردی هر جا که هست، دست نفر کناری خود را بگیرد و سپس دعا کرد: 
ما متشکریم به خاطر مایکل که برایمان بسیار ارزشمند بود. از آنچه که او بود و آنچه که انجام داد سپاسگزاریم.

در حالیکه مردم آرام آرام سالن استپل را ترک میکردند، این جمله همراه با تصویر مایکل جکسون بر روی تلویزیون بزرگ نقش بسته بود. 
من زنده‌ام و تا ابد اینجا میمانم.